# Chuyến bay 302 của Ethiopian Airlines
Chuyến bay 302 của Ethopian Airlines (ET302/ETH302) là chuyến bay chở khách quốc tế theo lịch trình từ sân bay quốc tế Addis Ababa Bole đến sân bay quốc tế Jomo Kenyatta ở Nairobi, Kenya. Vào ngày 10 tháng 3 năm 2019, chiếc Boeing 737 MAX 8 đang vận hành chuyến bay đã bị rơi 6 phút sau khi cất cánh, giết chết tất cả 157 người trên máy bay. Vụ này là tai nạn lần thứ hai trong vòng chưa đầy 5 tháng, sau vụ tai nạn của chuyến bay 610 của Lion Air ngay sau khi cất cánh từ Jakarta, Indonesia vào ngày 29 tháng 10 năm 2018, giết chết 189 người trên máy bay.
Chuyến bay 302 là tai nạn thảm khốc nhất liên quan đến một chiếc máy bay của Ethiopian Airlines cho đến nay, vượt qua vụ không tặc của chuyến bay 961 dẫn đến máy bay Boeing 767-200ER phải hạ cánh xuống nước nông khiến 125 người chết gần Comoros năm 1996. Đây cũng là tai nạn máy bay tồi tệ nhất xảy ra ở Ethiopia, vượt qua vụ rơi máy bay Antonov An-26 của Không quân Ethiopia năm 1982, giết chết 73 người.

## Tai nạn
Chuyến bay 302 là chuyến bay chở khách quốc tế thường lệ từ Addis Ababa đến Nairobi. Chiếc máy bay bị nạn là một chiếc Boeing 737 MAX 8, đang chở 149 hành khách và 8 thành viên phi hành đoàn. Máy bay biến mất khỏi radar và bị rơi lúc 08:44 giờ địa phương (05:44 UTC), sáu phút sau khi cất cánh từ Addis Ababa đến Nairobi lúc 8:38 giờ địa phương. Máy bay đã rơi gần thị trấn Bishoftu, cách sân bay quốc tế Bole 62 km (39 dặm) về phía đông nam. Hình ảnh của địa điểm gặp nạn cho thấy một miệng núi lửa lớn chỉ có những mảnh vỡ nhỏ. Không có người sống sót. Trong số 157 người có 33 quốc tịch trên máy bay.

## Máy bay
Boeing 737 MAX 8, đăng ký ET-AVJ. c/n 62450, msn 7243 và có hai động cơ CFM International LEAP.. Được 4 tháng tuổi tại thời điểm xảy ra tai nạn. Chiếc 737 MAX 8 thực hiện chuyến bay đầu tiên vào ngày 30 tháng 10 năm 2018 và được giao vào ngày 15 tháng 11 năm 2018.
Loại máy bay Boeing 737 MAX 8 được đưa vào sử dụng vào năm 2017 và đã dính vào một vụ tai nạn nghiêm trọng trước đó - chiếc kia là chuyến bay 610 của Lion Air ở Indonesia vào ngày 29 tháng 10 năm 2018. Chỉ có 350 chiếc được sản xuất đến cuối tháng 1 năm 2019. Chiếc Boeing 737 MAX 8 đầu tiên bay vào ngày 29 tháng 1 năm 2016, khiến nó trở thành một trong những máy bay mới nhất trong đội bay của Boeing và là thế hệ mới nhất của dòng máy bay Boeing 737.
Một số quốc gia đã ban hành lệnh cấm máy bay Boeing 737 MAX.

## Hành khách và phi hành đoàn
157 hành khách và phi hành đoàn đã thiệt mạng trong chuyến bay này, bao gồm 157 người với 33 quốc tịch khác nhau. Nhiều hành khách đang trên đường tới Nairobi để tham dự phiên họp thứ tư của Hội đồng Môi trường Liên Hợp Quốc. 12 người là nhân viên của Liên Hợp Quốc. Trong số các nạn nhân có nhà khảo cổ học và Ủy viên Hội đồng Di sản Văn hóa Sicily, Sebastiano Tusa và học giả người Canada, Pius Adesanmi. Báo cáo ban đầu ghi nhận có 5 nạn nhân người Hà Lan, tuy nhiên sau đó lại phát hiện ra họ là người Đức.
Antonis Mavropoulos, người Hi Lạp, chủ tịch Hiệp hội Chất thải rắn Quốc tế, là hành khách duy nhất sống sót vì trễ giờ đi chuyến bay 302.
Danh sách theo quốc tịch của hành khách và phi hành đoàn:
| Quốc tịch     | Tất cả |
| ------------- | ------ |
| Kenya         | 32     |
| Canada        | 18     |
| Ethiopia      | 9      |
| Ý             | 8      |
| Hoa Kỳ        | 8      |
| Pháp          | 7      |
| Trung Quốc    | 7      |
| Anh Quốc      | 7      |
| Ai Cập        | 6      |
| Đức           | 5      |
| Ấn Độ         | 4      |
| Slovakia      | 4      |
| Thụy Điển     | 4      |
| Liên Hợp Quốc | 4      |
| Áo            | 3      |
| Nga           | 3      |
| Maroc         | 2      |
| Israel        | 2      |
| Ba Lan        | 2      |
| Tây Ban Nha   | 2      |
| Bỉ            | 1      |
| Djibouti      | 1      |
| Hồng Kông     | 1      |
| Indonesia     | 1      |
| Ireland       | 1      |
| Mozambique    | 1      |
| Nepal         | 1      |
| Nigeria       | 1      |
| Na Uy         | 1      |
| Rwanda        | 1      |
| Ả Rập Xê Út   | 1      |
| Serbia        | 1      |
| Somalia       | 1      |
| Sudan         | 1      |
| Togo          | 1      |
| Uganda        | 1      |
| Yemen         | 1      |
| Chưa xác định | 4      |
| Tổng          | 157    |